# متحف ظفار (إب)
متحف ظفار بمحافظة إب، ويقع في ظفار (العاصمة الحميرية القديمة) جنوب يريم .

## أقسام المتحف
قد جمعت في هذا المتحف آثار قرية ظفار، وقصر ريدان ببيت الأشول، حدة غليس ومنكث، وقد تمت عملية ترتيب ودراسة القطع الأثرية فيه عام 1972 م.